# Selfie (film fra 2018)
Selfie (russisk: Селфи) er en russisk spillefilm fra 2018 af Nikolaj Khomeriki.

## Medvirkende
- Konstantin Khabenskij — Vladimir Bogdanov
- Fjodor Bondartjuk — Maks
- Julija Khlynina — Zjanna
- Anna Mikhalkova — Vika
- Severija Janušauskaitė — Lera